# 張瀾 (成化廣東進士)
張瀾（1453年—？），字東之，廣東肇慶府德慶州人，軍籍，明朝政治人物。

## 生平
成化十六年（1480年）庚子科廣東鄉試第十五名舉人。成化二十三年（1487年）中式丁未科會試第一百四十八名，三甲第二百一十七名進士。歷官刑部郎中，居职十载，以病请归。

## 家族
曾祖張宗遠；祖父張輔，知縣；父張纈，母鄧氏；繼母孔氏。具庆下。弟漢、瀛。